# 찰스 빈시

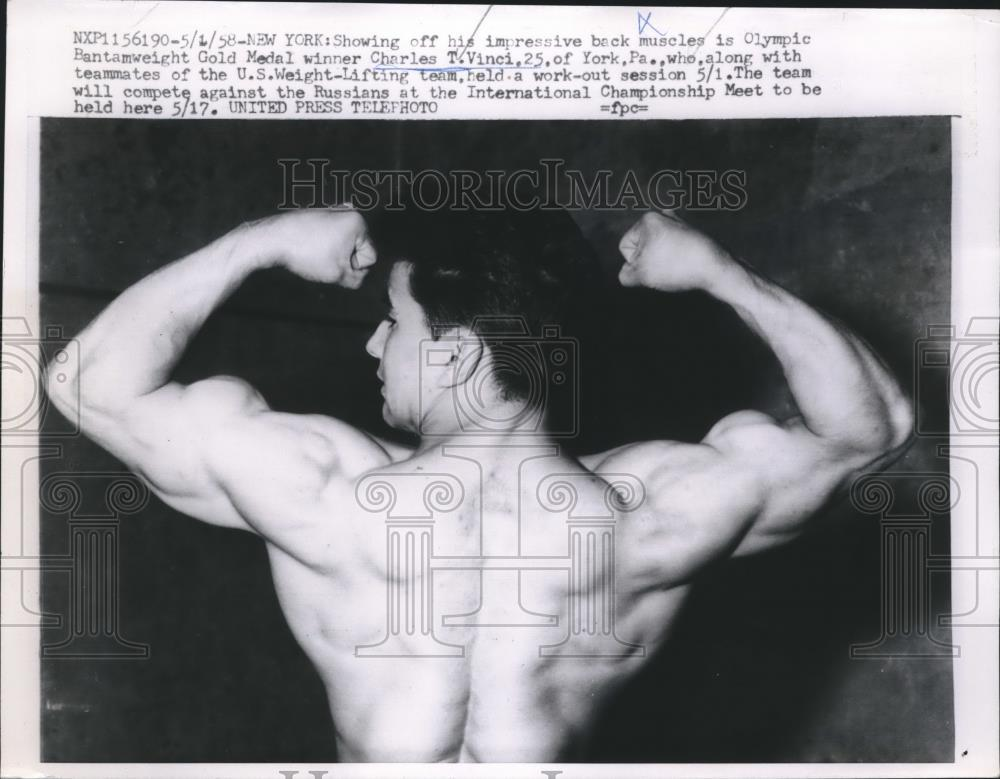

찰스 로버트 빈시 주니어(Charles Robert Vinci Jr., 1933년 2월 28일 ~ 2018년 6월 13일)는 미국의 역도 선수이다.

## 올림픽
클리블랜드에서 태어난 빈시는 1956년 멜버른 올림픽에 참가하여 밴텀급 부문에서 금메달을 획득하고, 4년 후 로마 올림픽에서 같은 부문의 2연승을 거두었다.

## 국제 대회
빈시는 1955년과 1959년 팬아메리칸 게임에서 밴텀급 2연승을 거두고, 1955년과 1958년 세계 역도 선수권 대회에서 은메달을 획득하였다. 그는 1954년부터 1956년까지, 그리고 1958년부터 1961년까지 미국 시니어 국내 챔피언이었다.

## 세계 기록
자신의 선수 경력 동안 빈시는 1955년부터 1960년 사이에 밴텀급 부문에서 12개의 세계 기록을 세웠다.